# Крутчевський Сергій Семенович
Сергі́й Семе́нович Крутче́вський (нар. 24 вересня 1884, Олександрія, Херсонська губернія — пом. 28 травня 1944, Париж) — військовик, ротмістр.

## Життєпис

### Родина
Народився 24 вересня 1884 року в сім'ї православного чиновника.

### Освіта
Маючи свідоцтво про закінчення 2 класів Єлисаветградської чоловічої гімназії 1895 року вступає до чоловічої гімназії міста Златополя, в якій після закінчення навчання 1905 року складає іспит зрілості та отримує атестат за № 820.
1909 року закінчив Єлисаветградське кавалерійське училище, 6 серпня 1909 року отримав звання корнет з вислугою з 15 червня 1908 року і скерований у 6-й гусарський Клястицький Його Королівської Величності Великого Герцога Гессенського Ернста-Людвіга полк.

### Військова діяльність
З 1909 року служить корнетом у 6-му гусарському Клястицькому Його Королівської Величності Великого Герцога Гессенського Ернста-Людвіга полку і 10 вересня 1912 року отримує звання поручик з вислугою з 15 червня 1912 року.
З вибухом  Першої світової війни у званні поручик 6-го гусарського Клястицького Генерала Кульнєва полку неодноразово відзначається у битвах, за що отримує державні нагороди.
24 липня 1916 року як поручик 6-го гусарського Клястицького Генерала Кульнєва полку отримує звання штабс-ротмістр з вислугою з 19 липня 1915 року.
Станом на 7 грудня 1916 року зарахований по армійській кавалерії в резерв чинів при штабі Мінського військового округу.
Після  Жовтневого перевороту 1917 року — в Добровольчій армії та у ЗСПР.

### Останні роки життя
В еміграції у Франції. Помер у шпиталі Бусіко (фр. Hôpital Boucicaut) 28 травня 1944 року. Похований на цвинтарі Баньо (фр. Cimetière parisien de Bagneux) у Парижі.

## Нагороди
- Орден Святого Станіслава 3 ступеня з мечами та бантом (23 березня 1916 року затверджено нагородження командувачем 1-ї Армії за відзнаку в битвах з ворогом)[9];
- Орден Святої Анни 4 ступеня з написом «За хоробрість» (7 грудня 1916 року затверджено нагородження головнокомандувачем Північно-Західного фронту)[7].

## Зазначення
1. 1 2  Незабытые могилы, Российское зарубежье некрологи 1917—1997 гг. 2001., Том 3., Буквы И — К С. 573 [Архівовано 21 травня 2017 у Wayback Machine.](рос.)
2. ↑  Державний архів Кіровоградської області. Загальний список осіб, які бажають скласти іспит зрілості у Златопільській чоловічій гімназії у 1905 році. Ф. 499 опис 1 справа 611 С. 153 [Архівовано 30 листопада 2016 у Wayback Machine.](рос. дореф.)
3. ↑  Державний архів Кіровоградської області. Список учнів і сторонніх осіб, які витримали іспит зрілості в 1905 році. Ф. 499 опис 1 справа 582 С. 3 [Архівовано 30 листопада 2016 у Wayback Machine.](рос. дореф.)
4. ↑  Высочайшие приказы о чинах военных. 1909 г., июль — декабрь. Санкт-Петербург. 1909. С. 138 [Архівовано 10 вересня 2017 у Wayback Machine.](рос. дореф.)
5. ↑  Высочайшие приказы о чинах военных. 1912 г., июль — сентябрь. Санкт-Петербург. 1912. С. 436 [Архівовано 24 березня 2017 у Wayback Machine.](рос. дореф.)
6. ↑  Высочайшие приказы о чинах военных. 1916 г., 1 июля — 31 июля. Санкт-Петербург. 1916. С. 1025 [Архівовано 15 березня 2017 у Wayback Machine.](рос. дореф.)
7. 1 2  Высочайшие приказы о чинах военных. 1916 г., 1 декабря — 31 декабря. Санкт-Петербург. 1916. С. 605 [Архівовано 30 червня 2017 у Wayback Machine.](рос. дореф.)
8. ↑  Волков, Сергей Владимирович База данных № 2: «Участники Белого движения в России». С. 982 [Архівовано 23 червня 2016 у Wayback Machine.](рос. дореф.)
9. ↑  Высочайшие приказы о чинах военных. 1916 г., 1 марта — 31 марта. Санкт-Петербург. 1916. С. 817 [Архівовано 14 березня 2017 у Wayback Machine.](рос. дореф.)